# Crise bosniaque
Vous lisez un « bon article » labellisé en 2018.

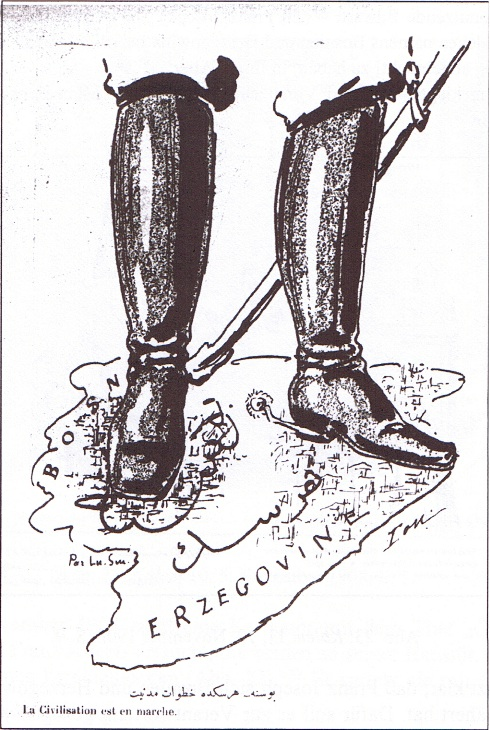
Caricature ottomane de janvier 1909.

La crise bosniaque oppose les grandes puissances européennes durant l'automne et l'hiver 1908-1909. L'annexion formelle par l'Autriche-Hongrie des vilayets de Bosnie et d'Herzégovine en octobre 1908 constitue l'élément déclencheur de cette crise diplomatique.
Les deux circonscriptions, appartenant de jure à l'Empire ottoman, sont depuis 1878 administrées au nom du sultan par la double monarchie, qui y maintient des troupes, conformément aux décisions du congrès de Berlin. Ces dispositions limitent l'occupation austro-hongroise à trente années et garantissent les droits souverains du sultan. Durant ces trente ans, la double monarchie mène une politique visant à rendre irréversible sa tutelle sur ces territoires, qui relèvent du ministre commun austro-hongrois des Finances.
En 1908, au terme de la période d'occupation, la révolution des Jeunes-Turcs et la politique menée par la Serbie depuis le coup d'État de mai incitent l'Autriche-Hongrie à modifier le statut international des vilayets en procédant à leur annexion formelle, conformément aux accords secrets conclus en 1881 et 1884 avec l'Empire allemand et l'Empire russe. Cette modification de statut, conjointe à l'érection de la principauté de Bulgarie en royaume indépendant, crée les conditions d'une crise internationale majeure. Ainsi, une fois la Russie circonvenue à Buchlau le 16 septembre, la Serbie, malgré son isolement diplomatique, refuse dans un premier temps de reconnaître la modification du statut des anciens vilayets occupés. Au terme de plusieurs mois de tensions diplomatiques, le royaume de Belgrade, isolé, abandonné par ses alliés, se trouve finalement contraint le 31 mars 1909 d'accepter les termes de la note austro-hongroise sommant son gouvernement de reconnaître le changement de statut international du condominium austro-hongrois.

## Contexte

### Redéfinition des rapports de force internationaux
Entre 1905 et 1908, les grandes puissances, engagées dans des luttes ayant pour objet la prépondérance dans la péninsule balkanique, voient leur importance respective évoluer les unes par rapport aux autres, induisant des modifications de leur aire d'influence, exercée au travers de leurs clients respectifs.
La diplomatie russe connaît alors une éclipse dans le concert des grandes puissances : la défaite russe contre le Japon en Mandchourie et les troubles révolutionnaires qui agitent l'empire des tsars à la suite de cette défaite, obligent la Russie à se concentrer sur ses problèmes intérieurs. Cependant, les liens entre la Russie et la Grande-Bretagne, s'ajoutant à l'alliance franco-russe, se resserrent progressivement à partir de 1906, évitant à la Russie d'être isolée après sa défaite,,.
Dans ce contexte, les dirigeants allemands et austro-hongrois, redoutant la perspective d'une guerre sur deux fronts, craignent que l'évolution du système international ne se fasse au détriment des puissances centrales. Franz Conrad von Hötzendorf, chef d'état-major de l'armée austro-hongroise, propose de mener une politique balkanique entreprenante, rendue plus aisée, selon lui, par la faiblesse momentanée de la Russie,.

### La présence austro-hongroise en Bosnie-Herzégovine

La Bosnie-Herzégovine et le Sandjak de Novipazar en 1904.

L'Autriche-Hongrie occupe et administre pour le compte du sultan ottoman les vilayets de Bosnie et d'Herzégovine depuis 1878, en vertu des accords passés à Berlin. En effet, l'article 25 du protocole signé par les puissances met en place le cadre juridique de cette administration et autorise l'occupation des deux vilayets par la monarchie austro-hongroise ; de plus, la double monarchie obtient le droit d'entretenir des garnisons dans le nord du Sandjak de Novipazar, subdivision du vilayet du Kosovo. Ce droit a initialement été concédé par les puissances signataires pour une durée de trente ans : Gyula Andrássy, alors ministre austro-hongrois des affaires étrangères, a privilégié une solution préservant la souveraineté du sultan,, tout en tenant compte de l'opposition catégorique de la Russie à une annexion formelle des vilayets par la double monarchie.
À partir du milieu des années 1880, après une brève campagne militaire destinée à établir le contrôle austro-hongrois sur les vilayets, ces territoires connaissent une paix relative, tandis que les dirigeants austro-hongrois, aussi bien sur place qu'à Vienne, aspirent à ériger ces territoires en une vitrine de la domination des Habsbourg en Europe centrale. Le renforcement de cette tutelle incite notamment l'administration austro-hongroise à connaître précisément les populations placées sous son autorité, par des recensements fréquents de la population des vilayets placés sous la tutelle de la monarchie danubienne,. Parallèlement, les administrateurs envoyés par Vienne tentent de mettre en place les conditions de l'essor économique des territoires occupés, grâce à des investissements venus de Cisleithanie et de Transleithanie. Ce développement économique incite les fonctionnaires austro-hongrois présents sur place à agir dans un cadre juridique commun à l'Autriche-Hongrie et aux vilayets occupés.
Au fil des années, François-Joseph et ses ministres obtiennent de plus en plus de libertés pour la politique qu'ils mènent dans les territoires administrés, faisant progressivement accepter à leurs partenaires européens l'idée que le contrôle austro-hongrois, initialement pensé pour être provisoire, est destiné à se pérenniser ; ainsi, en 1881, lors du renouvellement de l'Entente des trois empereurs, les articles secrets reconnaissent explicitement à la double monarchie le droit d'annexer les vilayets, au moment qu'elle jugera opportun. En 1884, lors du renouvellement suivant de l'entente, François-Joseph obtient d'Alexandre III de Russie une totale liberté d'action en Bosnie-Herzégovine. La pérennité de la présence austro-hongroise garantie, le ministre commun des Finances, Béni Kállay, tente d'insuffler à ses administrés un sentiment national loyal à la double monarchie.

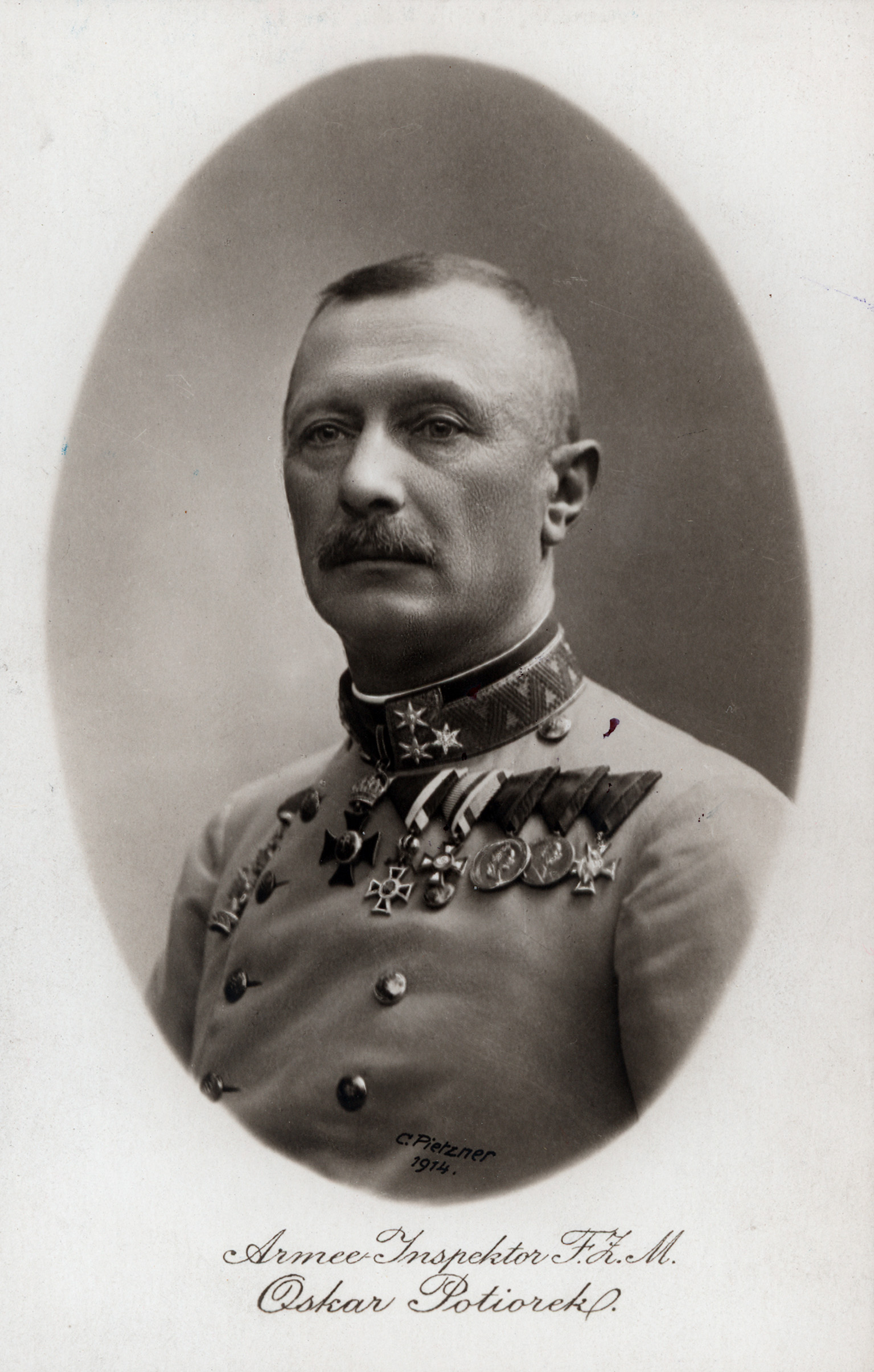
Le général Oskar Potiorek, gouverneur de Bosnie-Herzégovine en 1908

Parallèlement, ces territoires, administrés au quotidien par un gouverneur militaire, deviennent rapidement un « arsenal », à l'intérieur duquel les forces austro-hongroises préparent la conquête puis l'annexion de la Serbie voisine ; de plus, ces territoires assurent la couverture stratégique de la Dalmatie autrichienne et le statu quo territorial dans les Balkans. De même, les diplomates austro-hongrois utilisent la présence de la double monarchie en Bosnie-Herzégovine et dans le Sandjak comme tremplin pour s'immiscer toujours plus avant dans les Balkans ottomans. Dès la fin des années 1880, les réseaux de communication de la Bosnie-Herzégovine sont développés, autorisant le désenclavement de la province ; dans le même temps, le réseau ferroviaire existant, embryonnaire avant l'occupation, est relié au réseau austro-hongrois, puis en janvier 1908, un accord est signé entre les administrations ferroviaires de Vienne et de Constantinople pour garantir une liaison directe entre les réseaux ferrés austro-hongrois et ottoman : elle doit relier Uvac, en Bosnie, à Mitrovica dans le vilayet ottoman du Kosovo, puis à terme au port de Thessalonique dans le vilayet éponyme, créant une liaison ferroviaire directe entre ce grand port égéen et les territoires austro-hongrois.
Enfin, l'influence austro-hongroise dans les vilayets qu'elle occupe se double d'un contrôle absolu sur la hiérarchie catholique ; depuis les années 1890, l'archevêque catholique de Sarajevo, Josip Stadler (en), appuyé sur les jésuites envoyés par Vienne, travaille à installer un clergé catholique tout dévoué à la Maison de Habsbourg-Lorraine, au détriment du clergé local, franciscain, présent dans la région depuis le XIVe siècle.
Cependant, la vision d'une immixtion tranquille de la double monarchie dans les Balkans ne doit pas masquer les limites de cette tutelle : le développement économique spectaculaire des vilayets s'accompagne d'un échec de la politique scolaire,.

### L'Empire ottoman en 1908
Depuis le milieu du XIXe siècle, l'Empire ottoman est engagé dans un processus de décomposition interne accéléré. Le régime despotique établi par le sultan Abdülhamid II depuis la suspension de la constitution ottomane de 1876 est renversé par la révolution des Jeunes-Turcs, déclenchée par l'armée ottomane à Salonique dans la partie européenne de l'empire.
Le 24 juillet 1908, les comités Union et Progrès prennent le pouvoir à Constantinople et rétablissent la constitution. L'Empire, déstabilisé par les querelles politiques qui se prolongent jusqu'à la contre-révolution ottomane de 1909, se voit privé de toute marge d'initiative dans la crise qui se profile. Rapidement, des rumeurs circulent dans les chancelleries européennes quant à la tenue d'élections dans les provinces ottomanes ; ces élections constituent aux yeux des responsables de Vienne une menace à terme pour la tutelle austro-hongroise sur les vilayets, encore placés sous souveraineté nominale de La Porte, : la convocation aux élections ottomanes des populations de Bosnie-Herzégovine remettrait en cause la politique d'annexion déguisée menée par la double monarchie,. Dans ce contexte, émerge en Bosnie-Herzégovine une coalition serbo-musulmane aspirant à obtenir l'autonomie de la province sous suzeraineté ottomane.

### La Serbie,«Piémont des Slaves du Sud»

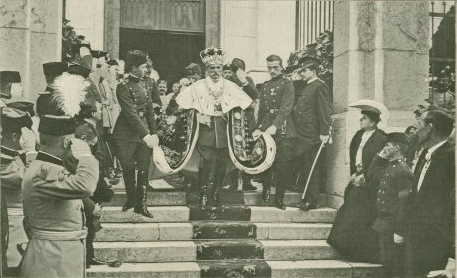
Le coup d'État de mai est sanctionné par l'arrivée sur le trône de Serbie de Pierre Ier, hostile aux intérêts de la double monarchie.

Dès son autonomie, la principauté de Serbie, bien avant d'être érigée en royaume indépendant (1882), s'affirme comme un acteur de pénétration de la modernité dans la péninsule balkanique ; en effet, la constitution serbe garantit le suffrage universel masculin à sa population. En 1835, la double pression du suzerain ottoman et de la diplomatie russe oblige le prince Miloš Obrenović à en abroger les dispositions les plus démocratiques. Dans le même temps, les souverains serbes procèdent à une importante modernisation de l'armée, en la transformant en armée de conscription sur le modèle prussien.
En politique extérieure, la Serbie oscille entre les sphères d'influence russe et autrichienne puis austro-hongroise. Les deux derniers souverains de la dynastie Obrenović, Milan Ier puis Alexandre Ier, s'alignent sur la politique autrichienne, transformant le royaume en satellite de la double monarchie,. La diplomatie austro-hongroise attache alors une importance stratégique au maintien de bonnes relations avec la Serbie, alors cliente et alliée, tout en affirmant ne pas souhaiter l'annexer,. En 1882, Vienne soutient Belgrade lors des négociations avec La Porte pour la reconnaissance de l'indépendance serbe, comme lors de l'exposé des revendications serbes sur la Macédoine, encore ottomane. Jusqu'en 1903, la politique d'expansion serbe est dirigée vers le sud, le gouvernement de Belgrade souhaitant pour son État un essor territorial en Macédoine et au Kosovo, conformément aux souhaits de la diplomatie austro-hongroise.
Mais à la suite du coup d'État de mai 1903, qui porte au pouvoir Pierre Ier Karađorđević, le royaume modifie totalement sa politique vis-à-vis de l'Autriche-Hongrie,. Les nouveaux dirigeants serbes aspirent à la mise en place d'un État national réunissant l'ensemble des Serbes. Ce coup d'État, tout en mettant fin au contentieux dynastique serbe, permet la mise en place d'un régime politique parlementaire et libéral, basé sur la responsabilité gouvernementale devant les chambres. La Serbie affirme son indépendance vis-à-vis de Vienne en choisissant d'équiper son armée avec du matériel militaire français au détriment du matériel austro-hongrois.

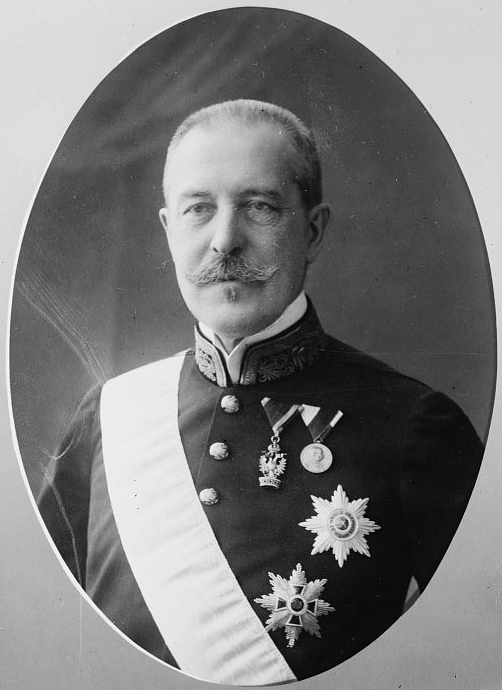
Alois Lexa von Ährenthal, ministre des affaires étrangères de la double monarchie entre 1906 et 1912.

Les responsables de la double monarchie répondent au coup d'État par une politique de rétorsion envers le royaume de Serbie, ancien client émancipé de la tutelle austro-hongroise. En 1904, la frontière austro-hungaro-serbe est fermée à la viande de porc serbe, principal produit d'exportation du royaume. Les autres grandes puissances, rivales de la double monarchie, s'engouffrent dans la brèche et conquièrent des parts de marché aux dépens des industries austro-hongroises, jusqu'alors hégémoniques en Serbie. En 1905, la Serbie obtient le soutien de la principauté de Bulgarie, lors de la signature d'un traité mettant en place une union douanière entre les deux pays : cet accord commercial garantit un accès à la mer Noire pour les exportations serbes.
À partir de 1906, Alois Lexa von Ährenthal, ancien ambassadeur à Saint-Petersbourg et nouveau ministre commun des affaires étrangères, souhaite résoudre la question des Slaves du Sud au profit de son pays, l'annexion de la Bosnie-Herzégovine constituant, selon lui, la première étape de cette résolution. En effet, il se montre partisan d'une annexion de la Serbie, considérée comme un facteur de déstabilisation. Il envisage un trialisme qui créerait une entité slave du Sud à côté de l'Autriche et de la Hongrie. Il souhaite également profiter du jubilé impérial de 1908 pour entraver l'action politique serbe en direction de la Dalmatie.
Cependant, face à ces velléités du ministre austro-hongrois, les représentants serbes et croates au sein des diètes autrichiennes et croates surmontent leurs différends et parviennent à rapprocher leurs groupes parlementaires, multipliant les initiatives communes de nature à inquiéter les dirigeants autrichiens et hongrois.

## Négociations et annexion

### Préparation diplomatique

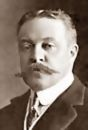
Alexandre Izvolski, ministre russe des affaires étrangères en 1908.

Le ministre commun des affaires étrangères, Alois Lexa von Ährenthal, souhaite parvenir à imposer aux puissances européennes la pérennisation de la présence austro-hongroise en Bosnie-Herzégovine, notamment grâce à une entente avec la Russie.
Les Russes de leur côté ne font pas mystère de leur indifférence quant au statut des vilayets occupés, à la condition de recevoir une compensation dans les Balkans, par exemple sous la forme d'un accès facilité aux Détroits pour la marine impériale russe, proposition qu'Ährenthal s'engage à soutenir : le 16 septembre 1908, le ministre austro-hongrois rencontre au château de Buchlau son homologue russe Alexandre Izvolski et s'engage à soutenir l'ouverture des Détroits du Bosphore et des Dardanelles aux navires de guerre russes. Les conclusions de cet entretien ne sont cependant pas consignées par écrit, les rendant sujettes à caution,. Cette offre est toutefois conditionnée par Ärenthal à un accord franco-anglais. Le diplomate russe défend la validation de cette annexion par un congrès des grandes puissances, ce dont Ährenthal ne veut à aucun prix, car il craint de voir rouvrir l'ensemble des dossiers balkaniques encore en suspens, donnant lieu à des marchandages pour valider l'annexion.

### Annexion
Le 16 septembre 1908, lors de l'entrevue de Buchlau, Ährenthal rend public le souhait de son gouvernement de modifier le statut de la Bosnie-Herzégovine, ce qui implique l'abrogation de l'article 25 du traité de Berlin. Cette déclaration provoque l'étonnement des chancelleries européennes dans leur ensemble.
Le 5 octobre 1908, l'empereur et roi François-Joseph Ier signe le décret préparé par son ministre modifiant le statut des vilayets de Bosnie et d'Herzégovine : les deux circonscriptions sont ainsi annexées de droit à la double monarchie, mettant un terme au régime légal en vigueur depuis 1878.

### Crise internationale
L'annonce de l'annexion entraîne une crise internationale de grande ampleur. La Serbie, consciente de ses moyens limités, opte pour une internationalisation de la crise afin d'obtenir des compensations. le gouvernement serbe mobilise et ordonne le boycott des produits austro-hongrois, tandis que l'Autriche-Hongrie mobilise également. Le prince héritier, François-Ferdinand, soutenu par le chef d'état-major, Franz Conrad von Hötzendorf, se montre partisan d'une solution militaire face aux Serbes.
Placé devant le fait accompli, le gouvernement allemand assure cependant l'Autriche-Hongrie, son seul allié sûr, de son soutien dans la crise, sans exclure la possibilité d'un soutien militaire. Une fois la surprise passée, le gouvernement allemand réitère son soutien total, assurant le succès austro-hongrois.

## Suites
L'annexion des vilayets de Bosnie et d'Herzégovine entraîne des bouleversements de grande ampleur, aussi bien dans les Balkans que dans les relations entre les grandes puissances.

### Indépendance bulgare

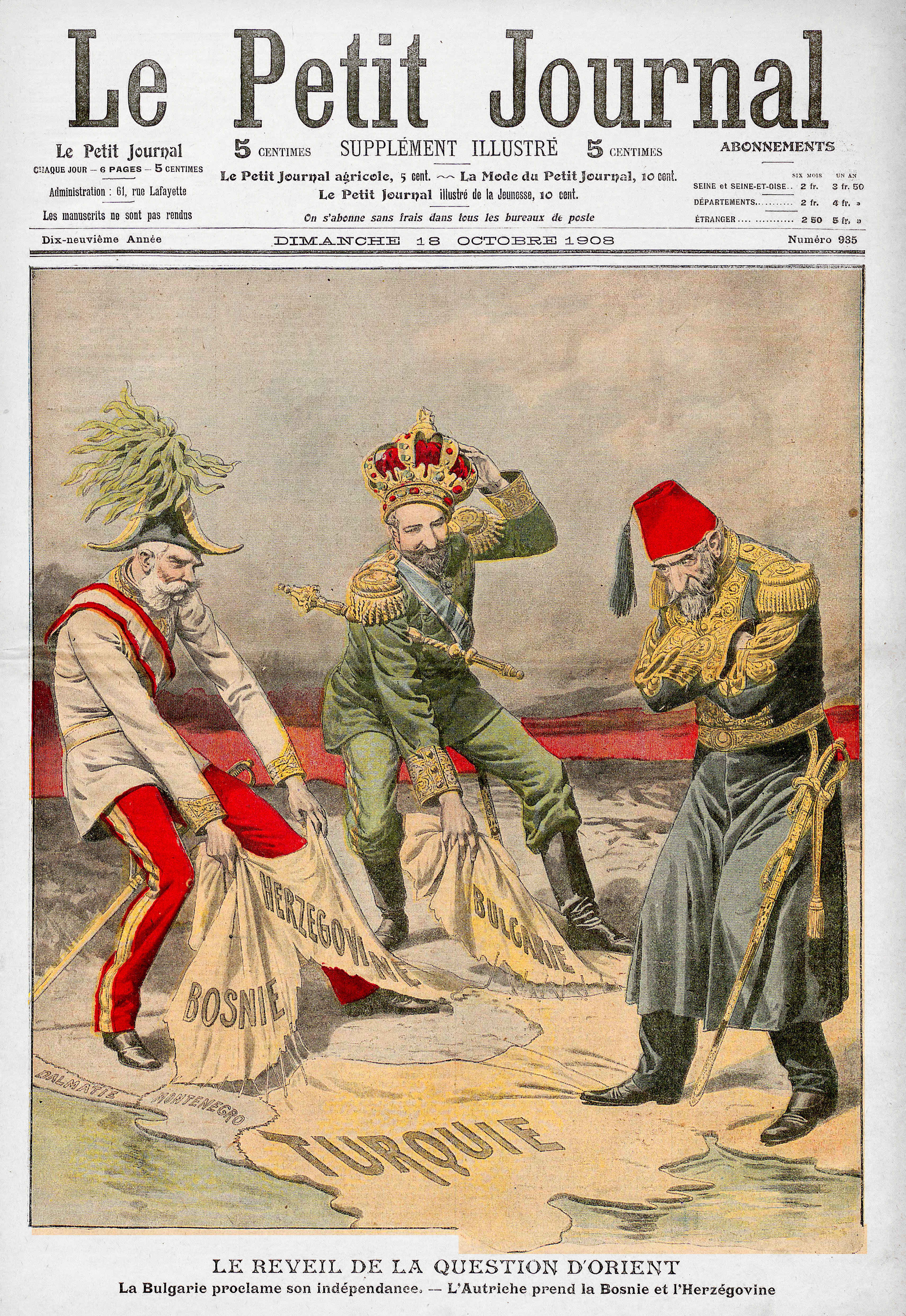
Le Petit Journal lie expressément l'annexion du condominium par la double monarchie et l'indépendance de la Bulgarie.

Le jour même de l'annonce de l'annexion, le 5 octobre 1908, Ferdinand Ier, prince de Bulgarie, principauté alors vassale de l'Empire ottoman, rompt le dernier lien entre son État et La Porte : il érige sa principauté autonome en royaume indépendant et prend le titre de roi des Bulgares. Cette déclaration d'indépendance, aboutissement de vingt années de manœuvres et d'initiatives du prince Ferdinand, constitue un succès pour la diplomatie austro-hongroise : Ährenthal avait multiplié les manœuvres pour obtenir la rupture du dernier lien unissant la Bulgarie à l'Empire ottoman,.
La proclamation d'indépendance d'un allié traditionnel de l'Autriche-Hongrie, faisant suite aux bouleversements du pouvoir ottoman, permet à Vienne de renforcer sa position dans les Balkans et de limiter les possibilités de manœuvres politiques de la Serbie dans la région.

### Réactions européennes

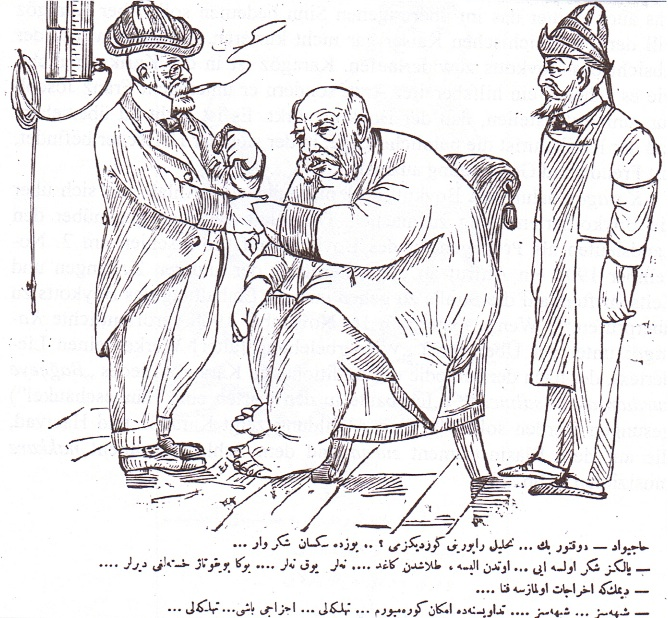
Caricature du magazine Karagöz représentant l'empereur François-Joseph Ier bouffi de marchandises que l'Autriche-Hongrie ne peut plus exporter vers l'Empire ottoman à cause du boycott que mène ce dernier

L'annexion de la Bosnie-Herzégovine modifie en profondeur les relations entre l'Autriche-Hongrie et les autres puissances : les Ottomans inaugurent alors une politique de rétorsion commerciale, tandis que les Russes tentent d'obtenir des compensations à l'accroissement de puissance austro-hongrois dans les Balkans ; les Italiens se détournent de la monarchie danubienne, constatant que l'annexion a fermé pour leur pays les voies d'une expansion pacifique dans la région.
Première puissance lésée par l'annexion, l'Empire ottoman met en place un boycott des produits manufacturés austro-hongrois. De son côté, l'Empire allemand, fidèle soutien de l'Empire ottoman, craint de s'y voir supplanté par la Grande-Bretagne : pour limiter les effets diplomatiques négatifs de l'annexion, le Reich propose à La Porte le versement par l'Autriche-Hongrie d'une indemnité conséquente. De plus, l'Autriche-Hongrie restitue à La Porte la pleine souveraineté sur le Sandjak de Novi-Pazar en évacuant les quelques garnisons tenues par l'Armée commune.
Dans les mois qui précèdent l'annexion, la diplomatie austro-hongroise s'est attachée à défendre un échange avec les Russes mais, le 14 octobre, Isvolski, négociateur russe de l'accord avec la double monarchie, doit accepter un refus britannique, tandis que la France conseille à la Russie d'accepter le nouveau statut juridique des vilayets ; ainsi, à la fin de l'hiver 1908-1909, abandonnés de fait par leurs alliés, les Russes ne peuvent qu'entériner le fait accompli.
L'Italie, autre puissance intéressée par la modification des frontières dans les Balkans, réclame une compensation qui lui est promise par un accord austro-italien signé le 19 décembre 1909 : le gouvernement austro-hongrois s'engage à favoriser les prochaines revendications italiennes dans la région. Cependant, les milieux nationalistes italiens, jusque-là favorables à l'alliance germano-austro-italienne et hostiles à la France, sont furieux : l'Italie n'a en effet rien obtenu en échange de l'annexion des vilayets. Cette absence de compensations pousse les milieux nationalistes transalpins à souhaiter une ré-orientation de la politique étrangère du royaume : à partir de la fin de l'année 1908, leurs ambitions se tournent vers les territoires austro-hongrois, appuyant la cause irrédentiste. Le gouvernement austro-hongrois contribue à ce revirement en s'opposant, en 1909, à la création d'une université italienne à Trieste, en Autriche. Pour contrer les menées austro-hongroises, la Russie et l'Italie signent également le 24 octobre 1909 l'accord de Racconigi, matérialisant la volonté italienne de mener une politique indépendante des aspirations de Vienne ; à cette occasion, Saint-Pétersbourg et Rome s'entendent pour garantir le statu quo dans les Balkans. Plus fondamentalement, la diplomatie austro-hongroise a certes remporté une victoire indéniable à court terme mais sa rivalité avec l'Italie, en Mer Adriatique comme dans les Balkans, se voit exacerbée ; de plus, les Austro-Hongrois doivent affronter une méfiance russe renforcée, mettant un terme aux pratiques incitant les grandes puissances à régler leurs différends par la négociation et rendant plus compliquée la résolution des conflits. En outre, l'annexion met un terme à l'entente austro-russe et déstabilise durablement la région, les petits États balkaniques multipliant les initiatives contre les possessions ottomanes en Europe.
La réaction de l'Allemagne, placée par son allié devant le fait accompli, est contrastée. Dans un premier temps, Guillaume II qualifie l'annexion de « coup d'éclat de sous-lieutenant », avant de se raviser et d'accorder le soutien du Reich à son allié. Le 9 janvier 1909, Moltke, chef d'état-major de l'armée allemande, adresse à son homologue austro-hongrois un courrier lui assurant le soutien allemand si la crise diplomatique se transformait en guerre ouverte contre la Serbie et la Russie. Cependant, en dépit des tergiversations allemandes, ce soutien matérialise un renforcement de l'alliance entre le Reich et la double monarchie, ce qui remet en cause toute la politique bismarckienne de soutien mesuré à ses alliés austro-hongrois.
Le 22 mars 1909, le Reich adresse à la Russie, fidèle allié de la Serbie, un ultimatum sommant le gouvernement russe de reconnaître l'annexion, de démobiliser et de suggérer à la Serbie de faire de même. Le 29 mars, Berlin autorise Vienne à lancer des opérations contre la Serbie. Le lendemain, le gouvernement russe cède, informé des faiblesses militaires de l'Empire russe par ses généraux qui affirment ne pas être en mesure d'entrer en guerre à la fois contre l'Allemagne et l'Autriche-Hongrie.
Enfin, pour les membres de l'Entente, le soutien allemand à l'annexion, passé le moment de surprise initiale, constitue une preuve supplémentaire à la fois du renforcement de la tutelle du Reich sur l'Autriche-Hongrie et de la politique d'expansion balkanique du Reich et de son allié, appuyée par des moyens militaires importants.

### La Serbie et les Serbes face à l'annexion
Mis comme l'ensemble de ses homologues devant le fait accompli, le gouvernement serbe mobilise son armée, escomptant un soutien de la Russie impériale.
Au début de l'année 1909, la Serbie persiste et continue à refuser de reconnaître l'annexion des Sandjaks de Bosnie et d'Hérzégovine à la double monarchie. Face à ce refus, les responsables de la diplomatie austro-hongroise souhaitent non seulement obtenir la reconnaissance du fait accompli mais aussi se voir garantir la mise en place d'une « politique de bon voisinage ».
La Serbie ne peut alors plus compter sur l'appui de la Russie, encore trop affaiblie par sa défaite face au Japon ; les alliés de la Russie, la France et le Royaume-Uni, ne s'engagent pas non plus en sa faveur. Après l'ultimatum allemand du 29 mars qui oblige la Russie à démobiliser ses troupes, Belgrade, prenant acte de sa solitude face à la double monarchie, doit s'incliner le 31 mars 1909 et se voit contrainte d'accepter les termes de la note austro-hongroise,.
Les milieux nationalistes acceptent mal cette défaite et entretiennent à l'encontre de l'Autriche-Hongrie un fort climat d'hostilité. Une effervescence nationaliste et autoritaire, encouragée par des hauts-fonctionnaires proches de la Russie, saisit alors le royaume ainsi que les territoires austro-hongrois peuplés de Serbes. De nombreuses sociétés secrètes apparaissent : parmi ces dernières, la Main noire, composée initialement de membres de l'aile radicale des conspirateurs ayant renversé le roi Alexandre, constitue un exemple de ces sociétés plus ou moins liées à des cercles influents du pouvoir de Belgrade,. Cet essor des sociétés secrètes en Serbie n'épargne pas les territoires annexés : de nombreuses sociétés, de tendance yougoslave, se créent, puis se regroupent au sein du mouvement Jeune Bosnie, dont les membres développent une mystique du martyr et du sacrifice,.
De plus, dans les territoires annexés, les Serbes se rapprochent des musulmans traditionalistes, partisans du retour des vilayets au sein de l'Empire ottoman, et affichent, jusqu'en février 1909, leur volonté d'être soumis à nouveau à la souveraineté ottomane, muée par la suite en sourde opposition aux décisions du gouverneur austro-hongrois et de son administration.
Cette hostilité serbe à l'annexion formelle de la Bosnie-Herzégovine par la double monarchie pousse les dirigeants austro-hongrois à se lancer dans une surenchère contre les représentants serbo-croates élus à la diète de Croatie ; Au terme de procédures tatillonnes parfois menées en dépit du droit et du bon sens, les accusateurs autrichiens sont obligés de reculer, face à la production de documents fabriqués par les services secrets austro-hongrois. Si l'affaire se clôt en novembre 1909, les relations austro-serbes se trouvent davantage et durablement dégradées, tandis que, dans les années suivantes, les journalistes tchèques, Tomáš Masaryk notamment, continuent à publier de nouveaux documents attestant de la manœuvre austro-hongroise.

### Intégration dans la double monarchie

La Bosnie-Herzégovine austro-hongroise en 1911, avant les guerres balkaniques.

Déjà confiés au ministre commun des Finances, établi à Vienne, les anciens vilayets ne voient pas de modification de leur statut à court terme et continuent à être placés sous le régime du gouvernement militaire ; de ce fait, la toute-puissance du gouverneur militaire installé à Sarajevo, représentant sur place de l'empereur-roi et du ministre commun des Finances, responsable de l'administration du condominium, est réaffirmée.
Dès le début des manœuvres en vue de l'annexion des vilayets dans la monarchie, les partisans de l'intégration de ces territoires y voient le début d'un processus devant aboutir à la transformation du dualisme austro-hongrois en trialisme incluant un royaume slave du Sud, centré autour du royaume croate. Pour cette raison, l'intégration des provinces annexées suscite de nombreuses réserves au sein des élites austro-hongroises, notamment hongroises, effrayées à l'idée de l'intégration de nouvelles populations slaves. Les dirigeants hongrois, inquiets également des sentiments anti-hongrois du prince-héritier impérial et royal François-Ferdinand, envisagent, à partir de ce moment, une politique étrangère conforme aux intérêts du royaume, souhaitant un rapprochement entre la double monarchie et l'Empire russe afin de garantir le statu quo territorial dans les Balkans.
Enfin, en 1910, une constitution définit le régime intérieur de la Bosnie-Herzégovine. Une assemblée élue légifère dans de nombreux domaines, mais ne peut passer outre au veto du gouverneur, représentant de l'empereur-roi. Cependant, en 1913, face à l'agitation nationaliste consécutive aux victoires serbes face à l'Empire ottoman puis face à la Bulgarie, le général Oskar Potiorek, gouverneur des provinces annexées, suspend la constitution et limite la diffusion de la presse étrangère dans les anciens vilayets ottomans.